# Lijst van Nederlandse deelnemers aan de Olympische Zomerspelen van 1920
Dit is een lijst van Nederlandse deelnemers aan de Zomerspelen van 1920 in Antwerpen.

## Olympische Sporten
| Olympiër                       | Sport             | Onderdeel | Ervaring  |
| ------------------------------ | ----------------- | --- | --------- |
| Cornelis van Altenburg         | schieten          | vrij pistool, op 50 meter, individueel vrij pistool, op 50 meter, team | 2e Spelen |
| Piet Beets                     | wielrennen        | tandem 4 km ploegenachtervolging | debutant  |
| Rie Beisenherz                 | zwemmen           | 100m vrije slag | debutant  |
| Wim Bekkers                    | touwtrekken       | team | debutant  |
| Piet Belmer                    | gewichtheffen     | middengewicht | debutant  |
| Gerard van den Bergh           | schieten          | militair geweer, 300 meter, liggende positie, team militair geweer, 300 meter, staande positie, team militair geweer, 300 en 600 meter, liggende positie, team militair geweer, 600 meter, liggende positie, team vrij geweer, 300 meter, drie posities, individueel vrij geweer, 300 meter, drie posities, team vrij pistool, op 50 meter, teams vrij pistool, op 50 meter, individueel | 2e Spelen |
| Petrus Beukers                 | zeilen            | 12-voets jollen | debutant  |
| Arnoud van der Biesen          | zeilen            | 12-voets jollen | debutant  |
| Arie Bieshaar                  | voetbal           | team | debutant  |
| Robbert Blaisse                | roeien            | acht | debutant  |
| Willem Hubert van Blijenburgh  | schermen          | degen team degen individueel sabel team | 3e Spelen |
| Gé Bohlander                   | waterpolo         | team | debutant  |
| Barend Bonneveld               | worstelen         | zwaargewicht | 2e Spelen |
| Tjabel Boonstra                | wielrennen        | 1 km sprint tandem | debutant  |
| Leo Bosschart                  | voetbal           | team | debutant  |
| Huibert Boumeester             | roeien            | acht | debutant  |
| Antoine Bouwens                | schieten          | militair geweer, 300 meter, staande positie, team militair geweer, 300 meter, liggende positie, team militair geweer, 600 meter, liggende positie, team militair geweer, 300 en 600 meter, liggende positie, team vrij geweer, 300 meter, drie posities, team vrij geweer, 300 meter, drie posities, individueel vrij pistool, op 50 meter, teams vrij pistool, op 50 meter, individueel | 2e Spelen |
| Herman Bouwens                 | schieten          | vrij pistool, op 50 meter, teams militair geweer, 300 meter, liggende vrij geweer, 300 meter, drie posities, team vrij geweer, 300 meter, drie posities, individueel militair geweer, 300 meter, staande positie, team militair geweer, 300 en 600 meter, liggende positie, team vrij pistool, op 50 meter, individueel militair geweer, 600 meter, liggende positie, team               | debutant  |
| Piet de Brouwer                | boogschieten      | bewegend vogeldoel 28m team | debutant  |
| Wouter Brouwer                 | schermen          | degen individueel floret individueel sabel individueel floret team | debutant  |
| Jan Brussaard                  | schieten          | militair geweer, 300 meter, staande positie, team militair geweer, 300 meter, liggende positie, team militair geweer, 300 en 600 meter, liggende positie, team militair geweer, 600 meter, liggende positie, team vrij geweer, 300 meter, drie posities, individueel vrij geweer, 300 meter, drie posities, team                                                                         | 2e Spelen |
| Evert Jan Bulder               | voetbal           | team | debutant  |
| Jaap Bulder                    | voetbal           | team | debutant  |
| Driekske van Bussel            | boogschieten      | bewegend vogeldoel 28m team | debutant  |
| Bernard Carp                   | zeilen            | 6,5 meter klasse | debutant  |
| Joop Carp                      | zeilen            | 6,5 meter klasse | debutant  |
| Carl Coerse                    | worstelen         | lichtgewicht | debutant  |
| Johan Cortlever                | waterpolo         | team | 2e Spelen |
| Cornelis van Dalen             | schieten          | vrij geweer, 300 meter, drie posities, team vrij geweer, 300 meter, drie posities, individueel militair geweer, 00 meter, staande positie, team militair geweer, 300 meter, liggende positie, team militair geweer, 300 en 600 meter, liggende positie, team militair geweer, 600 meter, liggende positie, team                                                                          | debutant  |
| Louis Delaunoij                | schermen          | degen individueel sabel team | debutant  |
| Harry Dénis                    | voetbal           | team | debutant  |
| Nelis van Dijk                 | boksen            | vlieggewicht | debutant  |
| Jetze Doorman                  | schermen          | degen team sabel team | 3e Spelen |
| Jan van Dort                   | voetbal           | team | debutant  |
| Frits Eijken                   | roeien            | skiff | debutant  |
| Bert Eillebrecht               | worstelen         | middengewicht A (< 75 kg) | 2e Spelen |
| Reindert de Favauge            | schieten          | kleiduiven trap, team kleiduiven trap | 2e Spelen |
| Jo van Gastel                  | boogschieten      | bewegend vogeldoel 28m team | debutant  |
| Tiest van Gestel               | boogschieten      | bewegend vogeldoel 28m team | debutant  |
| Ber Groosjohan                 | voetbal           | team | debutant  |
| Cor Gubbels                    | atletiek          | 3000m snelwandelen | debutant  |
| Koos de Haas                   | roeien            | dubbeltwee | debutant  |
| Johannes Haasnoot              | roeien            | acht | debutant  |
| Felix von Heijden              | voetbal           | team | debutant  |
| Albert Heijnneman              | atletiek          | 100m 200m 4x100m estafette | debutant  |
| Jan Hengeveld                  | touwtrekken       | team | debutant  |
| Bernard te Hennepe             | roeien            | acht | debutant  |
| Jan Hesterman                  | boksen            | middengewicht | debutant  |
| Wim Hesterman                  | boksen            | vedergewicht | debutant  |
| Johannes Heuckelbach           | boksen            | weltergewicht | debutant  |
| Cornelis Hin                   | zeilen            | 12 voets jollen | debutant  |
| Frans Hin                      | zeilen            | 12 voets jollen | debutant  |
| Johan Hin                      | zeilen            | 12 voets jollen | debutant  |
| Leen Hoogendijk                | waterpolo         | team | debutant  |
| Willem Hudig                   | roeien            | acht | debutant  |
| Christiaan Huijgens            | atletiek          | marathon | debutant  |
| Piet Ikelaar                   | wielrennen        | 1 km sprint tandem 50 km | debutant  |
| Sijtse Jansma                  | touwtrekken       | team | debutant  |
| Henk Janssen                   | touwtrekken       | team | debutant  |
| Ko Janssens                    | boksen            | lichtgewicht | debutant  |
| Arie de Jong                   | schermen          | degen individueel degen team floret individueel floret team sabel individueel sabel team | 3e Spelen |
| Nico de Jong                   | wielrennen        | wegwedstrijd landenteams wegwedstrijd | debutant  |
| Philip Jongeneel               | roeien            | acht | debutant  |
| Emile Jurgens                  | schieten          | kleiduiven, trap kleiduiven, trap, team | 2e Spelen |
| Franciscus Jurgens             | schieten          | kleiduiven, trap, team | debutant  |
| Piet Kloppenburg               | wielrennen        | wegwedstrijd wegwedstrijd landenteams | debutant  |
| Frederik Koopman               | roeien            | acht | debutant  |
| Ko Korsten                     | zwemmen           | 100m vrije slag | debutant  |
| Carl Kratz                     | waterpolo         | team | debutant  |
| Anton Krijgsman                | wielrennen        | 50 km | debutant  |
| Frits Kuipers                  | voetbal           | team | debutant  |
| Willem Leloux                  | worstelen         | middengewicht A (< 75 kg) | debutant  |
| Anton van Loon                 | touwtrekken       | team | debutant  |
| Willem van Loon                | touwtrekken       | team | debutant  |
| Johannes van Maaren            | worstelen         | verdergewicht | debutant  |
| Dick MacNeill                  | voetbal           | team | debutant  |
| Karel Meijer                   | waterpolo         | team | 2e Spelen |
| Janus van Merrienboer          | boogschieten      | bewegend vogeldoel 28m team | debutant  |
| Christiaan Moltzer             | schieten          | kleiduiven trap | debutant  |
| Paul Munting                   | boksen            | middengewicht | debutant  |
| Herman Nak                     | boksen            | lichtgewicht | debutant  |
| Jan de Natris                  | voetbal           | team | debutant  |
| Willem van Nimwegen            | gewichtheffen     | lichtgewicht | debutant  |
| Johannes Nolten                | worstelen         | lichtgewicht | debutant  |
| Willem Ooms                    | wielrennen        | 50 km | debutant  |
| Joep Packbiers                 | boogschieten      | bewegend vogeldoel 28m team | debutant  |
| Adje Paulen                    | atletiek          | 800m | debutant  |
| Maurice Peeters                | wielrennen        | 1 km sprint 4 km ploegenachtervolging | debutant  |
| Klaas Jan Pen                  | schieten          | geweer individueel | debutant  |
| Piet Plantinga                 | waterpolo         | team | debutant  |
| Harry van Rappard              | atletiek          | 100m 200m 4x100m estafette | debutant  |
| Oscar van Rappard              | atletiek voetbal  | 110m horden team | debutant  |
| Rinus van Rekum                | touwtrekken       | team | debutant  |
| Wim van Rekum                  | touwtrekken       | team | debutant  |
| Tinus Ringelberg               | gewichtheffen     | middengewicht | debutant  |
| Willem Roels                   | worstelen         | vedergewicht | debutant  |
| George van Rossem              | schermen          | degen team | 3e Spelen |
| August Schotte                 | atletiek          | 3000m snelwandelen | debutant  |
| Liong Siang Sie                | roeien            | acht | debutant  |
| Jean van Silfhout              | waterpolo zwemmen | team 100m vrije slag | debutant  |
| Jan Sint                       | worstelen         | licht zwaargewicht tot 82,5 kg | 2e Spelen |
| Idzard Sirtema                 | paardensport      | samengestelde ruiterwedstrijd individueel | debutant  |
| Jaap Sjouwerman                | worstelen         | zwaargewicht | debutant  |
| Henk Steeman                   | voetbal           | team | debutant  |
| Arie van der Stel              | wielrennen        | wegwedstrijd landenteams wegwedstrijd 50 km | debutant  |
| Karel Struijs                  | waterpolo         | team | debutant  |
| Janus Theeuwes                 | boogschieten      | bewegend vogeldoel 28m team | debutant  |
| Joop Tijman                    | gewichtheffen     | vedergewicht | debutant  |
| Johannes van der Vegte         | roeien            | acht | debutant  |
| Piet van der Velden            | waterpolo         | team | debutant  |
| Ben Verweij                    | voetbal           | team | debutant  |
| Bastiaan Veth                  | roeien            | dubbeltwee | debutant  |
| Felix Vigeveno                 | schermen          | degen individueel sabel individueel floret team floret individueel | debutant  |
| Cornelis van der Vliet         | schieten          | kleiduiven, trap, team | debutant  |
| Eduardus van Voorst tot Voorst | schieten          | kleiduiven trap kleiduiven trap, team | 2e Spelen |
| Frans de Vreng                 | wielrennen        | 1 km sprint 4 km ploegenachtervolging tandem | debutant  |
| Jan de Vries                   | atletiek          | 100m 4x100m | debutant  |
| Pieter Waller                  | schieten          | kleiduiven, trap, team | debutant  |
| Gerard van der Wel             | atletiek          | 5000m | debutant  |
| Jan Welter                     | gewichtheffen     | licht zwaargewicht tot 82,5 kg | debutant  |
| Petrus Wernink                 | zeilen            | 6,5 meter klasse | debutant  |
| Hendricus Wessel               | atletiek          | marathon | debutant  |
| Cor Wezepoel                   | atletiek          | 100m 200m 4x100m estafette | debutant  |
| Jan van der Wiel               | schermen          | degen individueel degen team sabel individueel sabel team | debutant  |
| Henri Wijnoldy-Daniëls         | schermen          | floret individueel floret team degen individueel sabel individueel sabel team | debutant  |
| Theo Willems                   | boogschieten      | bewegend vogeldoel 28m team | debutant  |
| Klaas Woldendorp               | schieten          | vrij pistool, op 50m, individueel vrij pistool, op 50m, teams | debutant  |
| Cor Zegger                     | zwemmen           | 1500m vrije slag | debutant  |
| Ted Zegwaard                   | boksen            | vlieggewicht | debutant  |
| Salomon Zeldenrust             | schermen          | floret individueel floret team degen individueel degen team sabel team | debutant  |

## Demonstratiesporten
| Team                               | Sport   | Ervaring   |
| ---------------------------------- | ------- | ---------- |
| Gemengd twaalftal van Amsterdam    | korfbal | debutanten |
| Gemengd twaalftal van Zuid-Holland | korfbal | debutanten |